# Kawamata
Pour les articles homonymes, voir Kawamata (homonymie).
Kawamata (川俣町, Kawamata-machi) est un bourg japonais du district de Date dans la préfecture de Fukushima au Japon.